# Refractiechirurgie
Refractiechirurgie is een ambulante medische behandeling om het gezichtsvermogen van brildragers te verbeteren door het hoornvlies met een computergestuurde laserstraal dunner te maken. Hierbij verandert de kromming van het hoornvlies en daardoor ook de lichtbreking en de lenswerking van het oog. Ooglaseren is een populaire benaming voor deze behandeling.
Bij oogafwijkingen van +6 tot -6 dioptrie kan veelal een verbetering tot +/- 1 dioptrie of zelfs tot 0 dioptrie worden bereikt. Bij grotere oogafwijkingen kan niet tot 0 worden gecorrigeerd omdat het hoornvlies dan te dun wordt.
De meest uitgevoerde behandeling is de behandeling waarbij als voorbereiding op de eigenlijke operatie eerst met behulp van een laser een hoornvliesflapje wordt los gemaakt. Nadat dit hoornvliesflapje opzij wordt geklapt, volgt de eigenlijke behandeling waarna de flap weer wordt teruggeklapt. Deze groeit gewoonlijk vanzelf weer vast. Gewoonlijk zijn de resultaten van de behandeling na enige weken stabiel. In 2008 werd door Zeiss de SMILE techniek ontwikkeld. Deze techniek wint aan populariteit en biedt het voordeel dat de risico's verbonden aan de flap vermeden worden. De oogarts zal per patiënt bekijken welke techniek het meest geschikt is.
Refractiechirurgie wordt uitgevoerd in gespecialiseerde oogklinieken of ziekenhuizen.
Refractiechirurgie is in gebruik gekomen in de jaren tachtig en sindsdien zijn de technische details meermaals veranderd. Tegenwoordig is de kans op complicaties tijdens en kort na de behandeling met 0,5 tot 1% gering.

## Mechanisme
Het oog is min of meer bolvormig doordat het een vloeistof onder druk bevat in een elastisch membraan. Aan de voorkant van het oog bevindt zich het hoornvlies. Wanneer de dikte hiervan veranderd wordt, bijvoorbeeld bij refractiechirurgie, maar ook bij de oude techniek van de keratotomie, zal het oog door de druk van binnen uit van vorm veranderen.
De belangrijkste lichtbrekende functie van het oog, namelijk de kromming van het hoornvlies, wordt zodoende beïnvloed. De ooglens zelf heeft vooral de taak te accommoderen, dat wil zeggen kleine aanpassingen in de lichtbreking te veroorzaken om het oog op een bepaalde afstand te focussen.

## Lasertechniek
De gebruikte laser straalt met ultraviolet licht. Dit wordt al in de bovenste laag van het hoornvlies volledig geabsorbeerd en veroorzaakt zoveel warmte, dat het hoornvlies ter plekke verdampt. De korte duur van de lichtimpuls maakt het mogelijk de hoeveelheid verwijderd weefsel precies te controleren.

### PRK /LASEK / Epi-LASIK
Deze lasertherapieën kunnen worden toegepast bij bijziendheid, verziendheid en cilindrische afwijkingen bij personen in de leeftijd van 18-45 jaar. De therapie is vooral geschikt voor sterktes tussen de +3,00 dpt en -8,00 dpt en cilindrische afwijkingen tot 6,00 dpt.

### LASIK
LASIK (laser-'in situ'-keratomileusis) wordt toegepast bij bijziendheid, verziendheid en cilindrische afwijkingen, bij personen in de leeftijd van 18-40 jaar met een sferische afwijking tussen de +4,00 dpt en -8,00 dpt met een cilinderafwijking tot 5,00 dpt.

### RELEX SMILE
Deze lasertechniek kan worden toegepast voor myopie en astigmatisme. Bij Relex SMILE is de insnede in het hoornvlies kleiner dan bij LASIK en PRK. Hierdoor blijft het hoornvlies in theorie sterker, en is in studies aangetoond dat er minder droogte ontstaat.

## Risico's
- Het zien van contrasten kan na een ingreep aan het hoornvlies verminderd zijn. De patiënt ziet lichtkransen rondom heldere lichtbronnen zoals bijvoorbeeld autolichten in het donker.
- Het gevoel van "droge ogen", keratoconjunctivitis sicca, kan tot enkele maanden na de operatie aanhouden.
- Bij gebruik van de PRK techniek kan er een waas (zogenaamde haze) ontstaan in de cornea na teruggroeien van de epitheellaag.
- Bij gebruik van de LASIK techniek kan de corneaflap verschuiven of slecht genezen met een troebel zicht als gevolg.[6]
- Het overgebleven hoornvlies is niet meer sterk genoeg en buigt te sterk naar buiten. Dit treedt vooral op als men probeert te grote oogafwijkingen naar nul te corrigeren.
- Infecties en verlittekening van de cornea. Het is belangrijk de eerste maand op te letten met de hygiëne en bijvoorbeeld niet te zwemmen.[7]

## Andere en aanvullende technieken
Bij de keratomie (soms "krasjes" genoemd) worden in het hoornvlies kleine sneetjes aangebracht om de kromming te veranderen. Deze techniek geldt als verouderd en werd eind jaren 90 begin 2000 volledig vervangen door laserbehandelingen en kunstlenzen.
In de voorste oogkamer, voor de eigen ooglens, kan een lensje geïmplanteerd worden als de ruimte het bij de individuele patiënt toelaat. Als er toch al sprake is van beginnende cataract, kan de eigen ooglens compleet vervangen worden door een kunstlens met een aangepaste dioptriecorrectie. Oogaccommodatie (scherpstellen) is dan echter niet meer mogelijk, zodat een leesbril, bifocale bril of multifocale bril nodig is. Indien gekozen wordt voor het implanten van een bifocale of multifocale implantlens, is het wel mogelijk om zowel van dichtbij als van ver scherp te zien zonder bril. Deze implantlenzen zijn doorgaans niet of slechts gedeeltelijk terugbetaald door de ziekteverzekering. Er zijn ook enkele nadelen aan verbonden zoals contrastverlies en halo's.